# Агії Апостолі (Аттика)
Агії Апостолі, Айї Апостолі (грец. Άγιοι Απόστολοι) — курортне селище в Греції, розташоване в північно-східній частині Аттики на березі Південно-Евбейської затоки Егейського моря.
На початку XIX ст. землі, на яких сьогодні розташоване поселення, належали родині Деллія. Один з її представників - священник Димитрій збудував на узбережжі церкву Святих Апостолів, яка і дала назву селищу. 
Адміністративно Агії Апостолі підпорядкуовувалися сусідньому містечку Каламос, а після реформи 2011 року - увійшли до дему Ороп.
В межах селища розташовані кілька популярних серед афінян та іноземних туристів пляжів, а також залишки давньої опалювальної печі. Зовсім поруч знаходиться святилище давньогрецького героя Амфіарая - Амфіарайон.

## Галерея

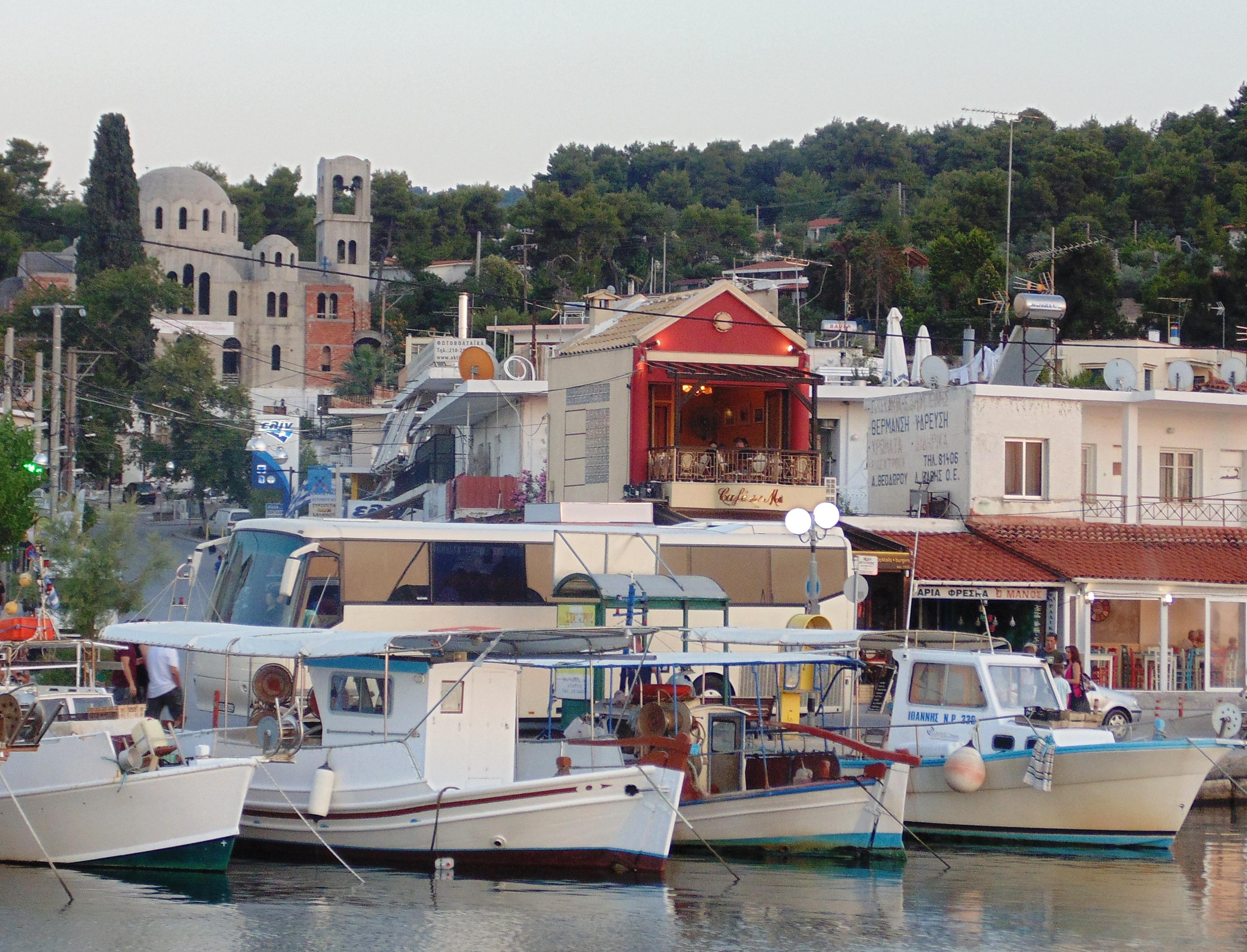
Набережна

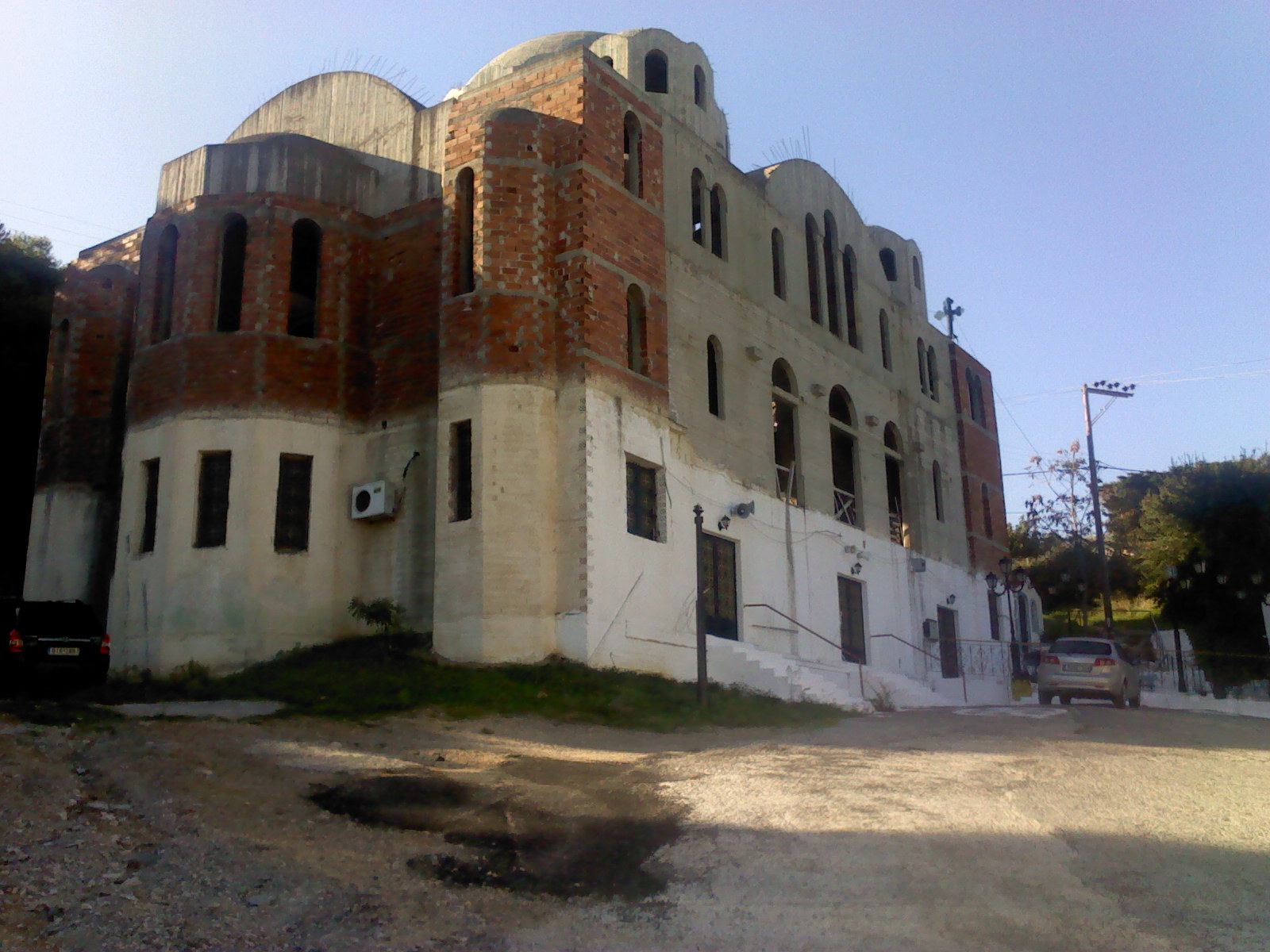
Церква Святих Апостолів Каламос